# خالد غلوم
خالد حسين غلوم عباس المازمي (مواليد 18 أغسطس 1996) لاعب كرة قدم إماراتي يجيد اللعب كلاعب وسط مع نادي فليتوود يونايتد. 

## مسيرة اللاعب
لعب مع نادي الشارقة في الفئات السنية، ولعب بعدها مع نادي خورفكان ونادي العروبة ونادي الفجيرة ونادي الحمرية ونادي فليتوود يونايتد.

## روابط خارجية
- خالد غلوم على موقع Soccerway.com (الإنجليزية)